# Rarotonga

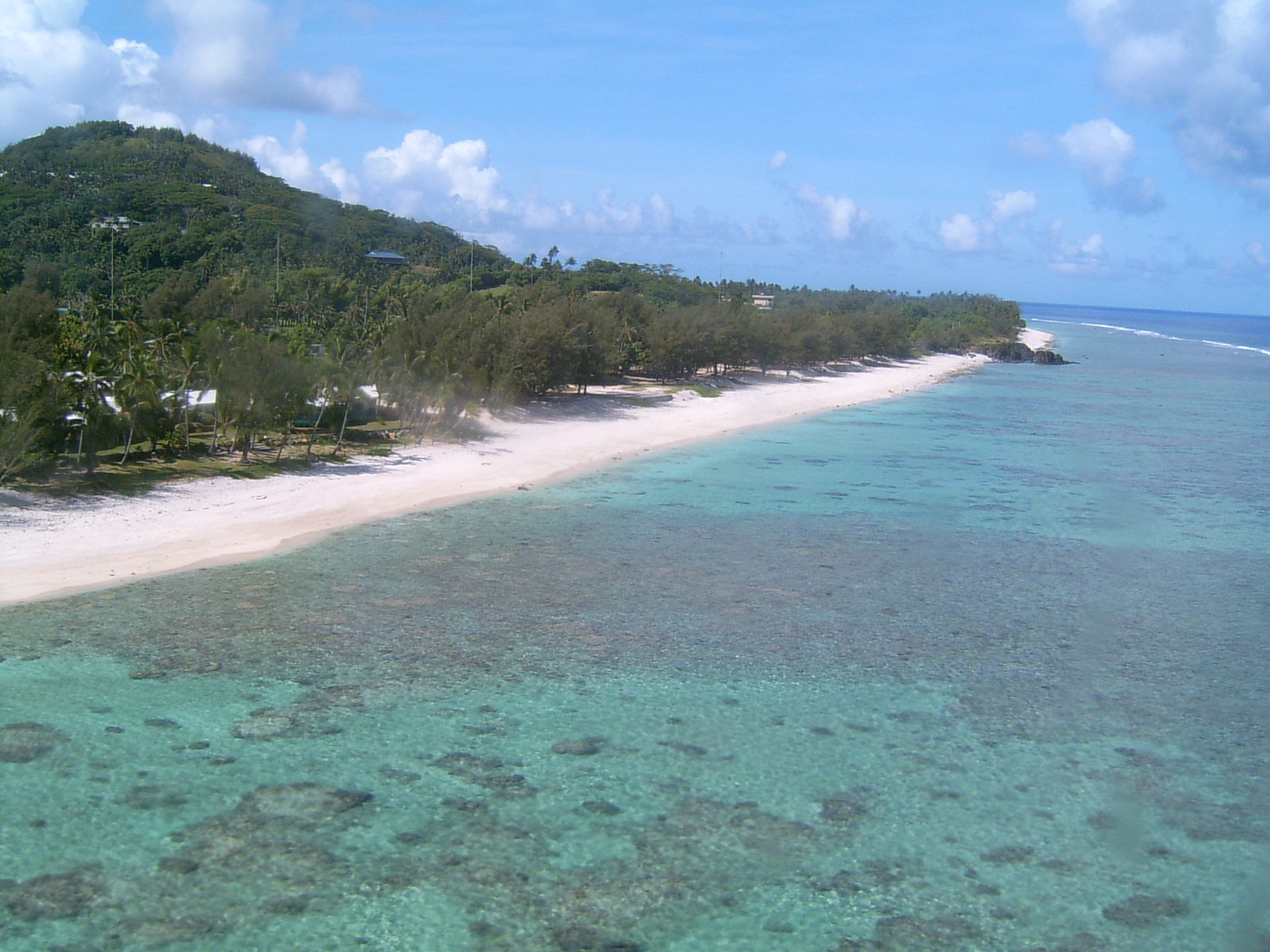
Norra kusten av Rarotonga

Rarotonga är den största och folkrikaste ön av Cooköarna. Ön är 67 kvadratkilometer stor och har 9 500 invånare. Det är en bördig vulkanö, där det odlas kokosnötter och sydfrukter på export. Även turismen är viktig. Huvudorten Avarua är Cooköarnas huvudstad och är belägen på norra sidan av ön. Cooköarnas parlamentsbyggnader och den internationella flygplatsen är belägna på ön liksom Cook Islands Christian Church. Det finns bara en väg på Rarotonga som går runt hela ön och den tar cirka 45 minuter att åka. Två busslinjer finns, en som går medsols och en som går motsols.
Rarotonga omges av en stor turkosfärgad lagun, som sträcker sig flera hundra meter ut till revet, som sedan stupar utför.

## Rarotongaavtalet
Rarotongaavtalet om en kärnvapenfri zon i Stilla havet slöts 6 augusti 1985 (på dagen 40 år efter Hiroshimabomben) av Australien, Cooköarna, Fiji, Kiribati, Nya Zeeland, Niue, Tuvalu och Västsamoa. I tilläggsprotokoll som underställdes kärnvapenmakterna skulle dessa avstå bland annat från kärnvapenprov i området. Kina, Ryssland, Frankrike, Storbritannien och USA har undertecknat avtalet. 